# كارافا دي كاتانزارو
كارافا دي كاتانزارو ( Arbëreshë Albanian  ) هي بلدة Arbëreshë  وبلدة في مقاطعة كاتانزارو في منطقة كالابريا في جنوب إيطاليا .
ومنطقة كالابريا تقع اقصى جنوب شبه الجزيره الايطاليه ويتجاوز عدد سكانها مليوني نسمه .